# Melkus
Melkus – niemiecki (do października 1990 roku wschodnioniemiecki) producent samochodów sportowych i wyścigowych z siedzibą w Dreźnie w Saksonii.

## Historia przedsiębiorstwa
Na początku lat 50. kierowca wyścigowy Heinz Melkus stworzył pierwszy samochód swojej konstrukcji. Pojazd posiadał m.in. silnik z Volkswagena amfibii. W 1955 roku założył on szkołę kierowców, przy której działał warsztat budujący samochody wyścigowe.
W 1969 roku został stworzony samochód sportowy Melkus RS 1000, który bazował na podzespołach Wartburga 353. Do 1979 roku powstało 101 sztuk. Po upadku muru berlińskiego wraz z córką Brigitte i synem Peterem otworzył pierwszy we wschodnich landach salon samochodowy marki BMW, który później uzupełniono także o przedstawicielstwo przedsiębiorstwa Lotus.
W 2005 roku Heinz Melkus zmarł, a rok później jego syn i wnuk wyprodukowali serię 15 replik Melkus RS 1000 „Heinz Melkus Limited Edition” według oryginalnych planów. Powstało także 5 egzemplarzy z silnikiem czterosuwowym pod nazwą Melkus RS 1600. W tym samym roku rozpoczęto także prace nad pojazdem Melkus RS2000, który został pokazany na wystawie motoryzacyjnej we Frankfurcie nad Menem w 2009 roku. 
Z powodu słabej sprzedaży modelu RS2000 (powstało 20 sztuk) przedsiębiorstwo Melkus popadło w problemy finansowe i w sierpniu 2012 roku ogłosiło upadłość.
Od 2013 roku powstaje w małych ilościach Melkus RS 1000 GTR. 

## Modele
| 1951      | Melkus – VW Rennwagen: pierwszy pojazd zbudowany przez Heinza Melkusa                                                 |
| 1954      | Melkus-JAP: powstało: 1 sztuka                                                                                        |
| 1959–1963 | Melkus Formuła Junior (59/61/63): powstało: 24 sztuki                                                                 |
| 1964–1969 | Melkus Formuła 3 – „Melkus Zigarre“; powstało: 92 sztuki                                                              |
| 1969–1979 | Melkus RS 1000: powstało: 101 sztuk                                                                                   |
| 1973      | Melkus PT 73 Spyder: prototyp stworzony przez Ulli Melkus                                                             |
| 1977–1982 | SRG MT 77: powstało: 25 sztuk                                                                                         |
| 1989      | Melkus ML89: prototyp                                                                                                 |
| 1990      | Melkus MB90: powstało: 2 sztuki                                                                                       |
| 2006–2008 | Melkus RS 1000/RS 1600: nowa edycja pojazdów Melkus RS 1000 – powstało: 15 sztuk / Melkus RS 1600 – powstało: 5 sztuk |
| 2006–2009 | Rozwój samochodu Melkus RS 2000: prototyp, zaprezentowany na IAA Frankfurt 2009                                       |
| 2010–2012 | Melkus RS 2000: powstało: 20 sztuk                                                                                    |
| od 2013   | produkcja samochodu Melkus RS 1000 GTR                                                                                |

## Galeria

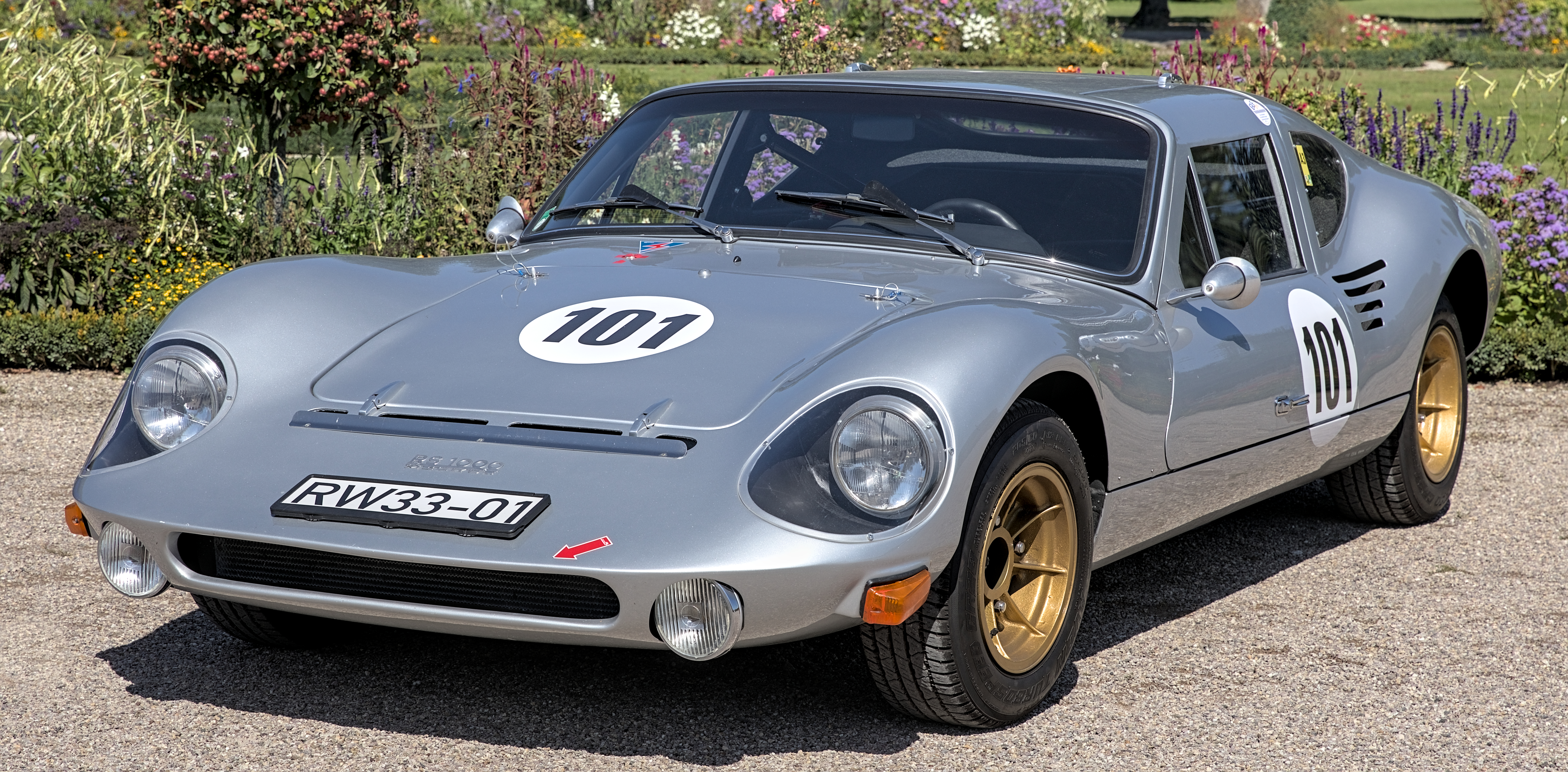
Melkus RS 1000
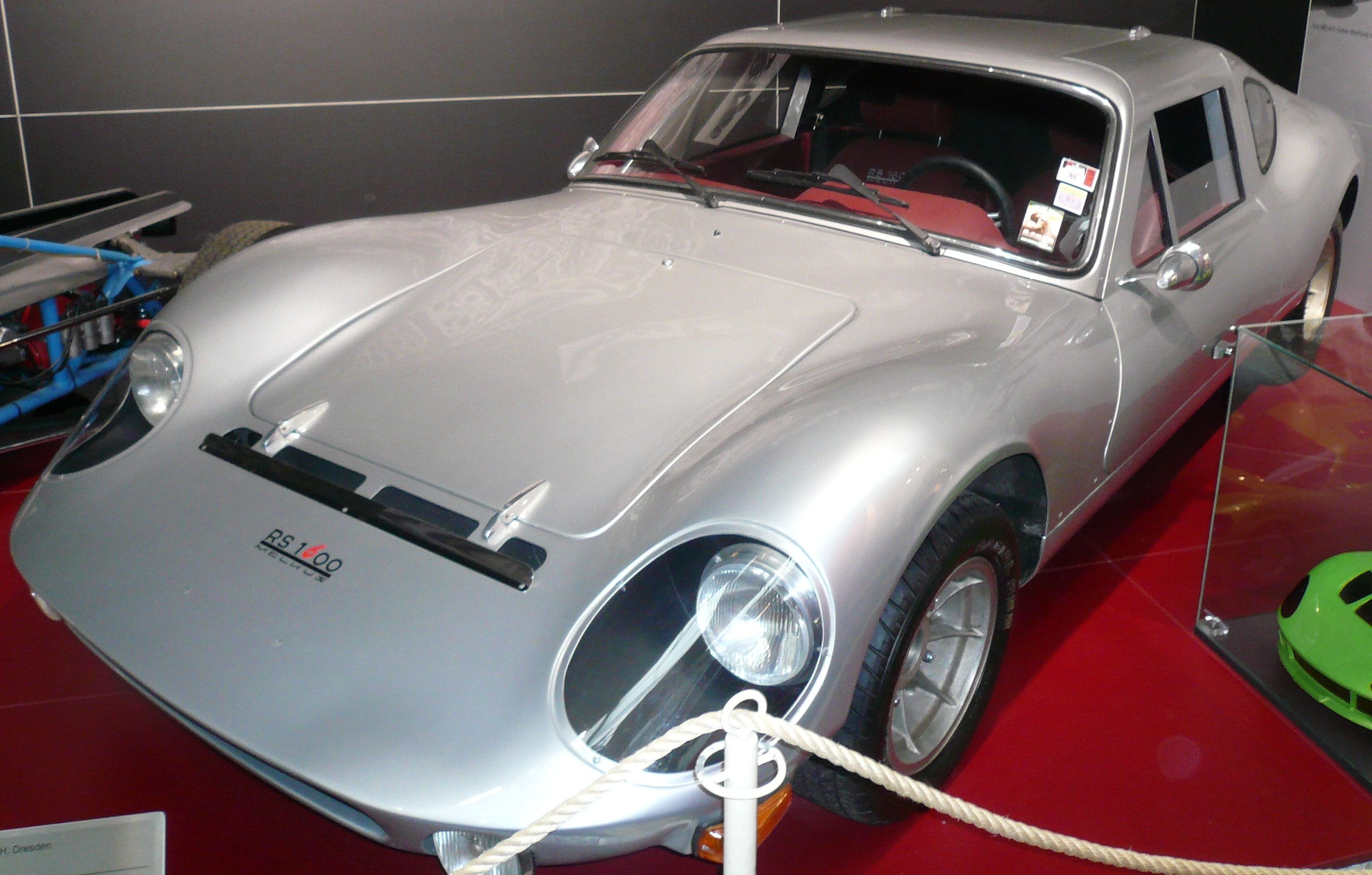
Melkus RS 1600
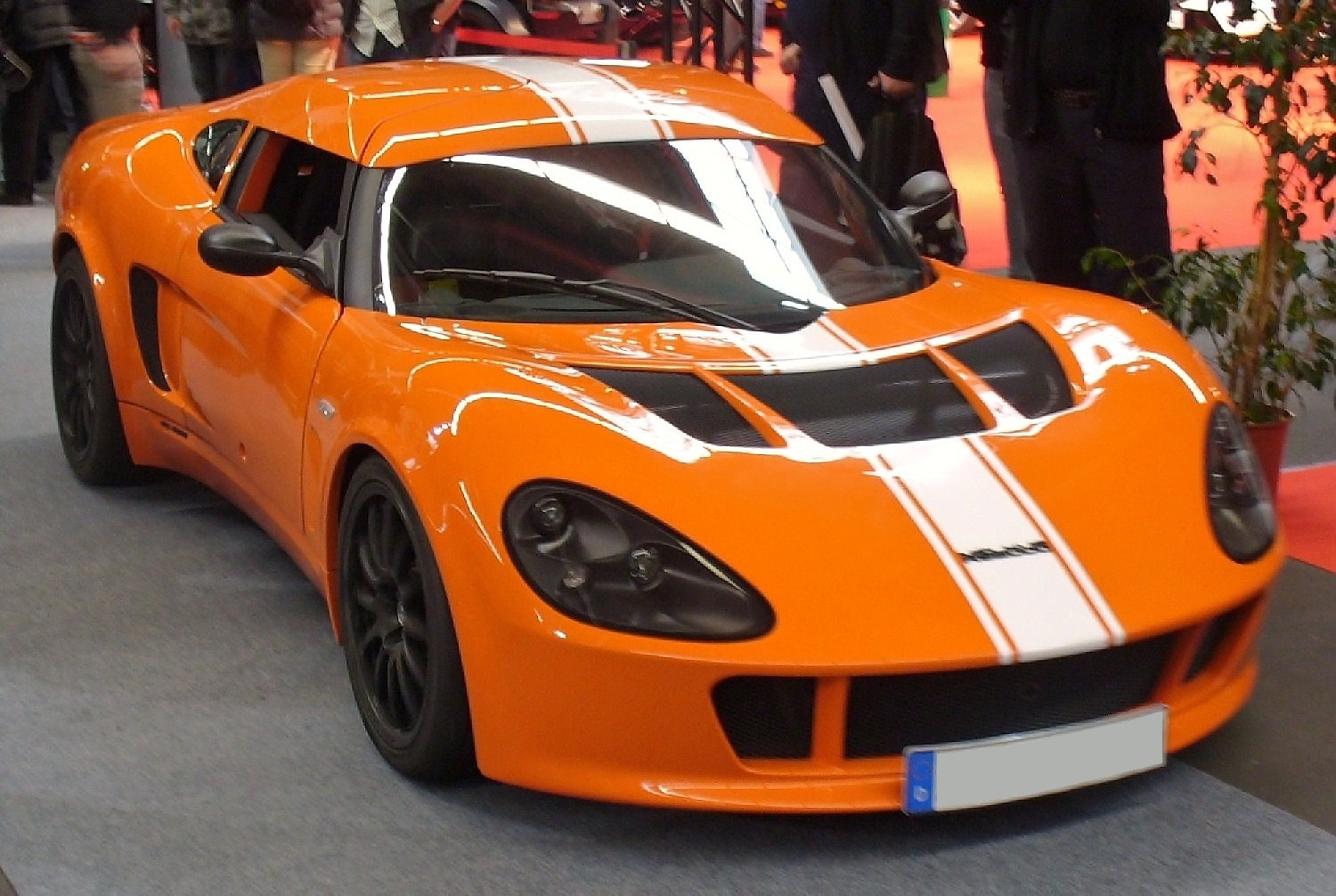
Melkus RS2000
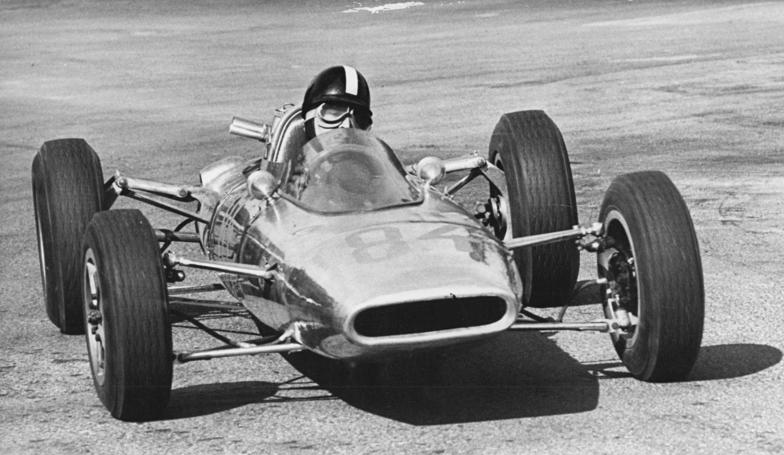
Melkus Formuła 3
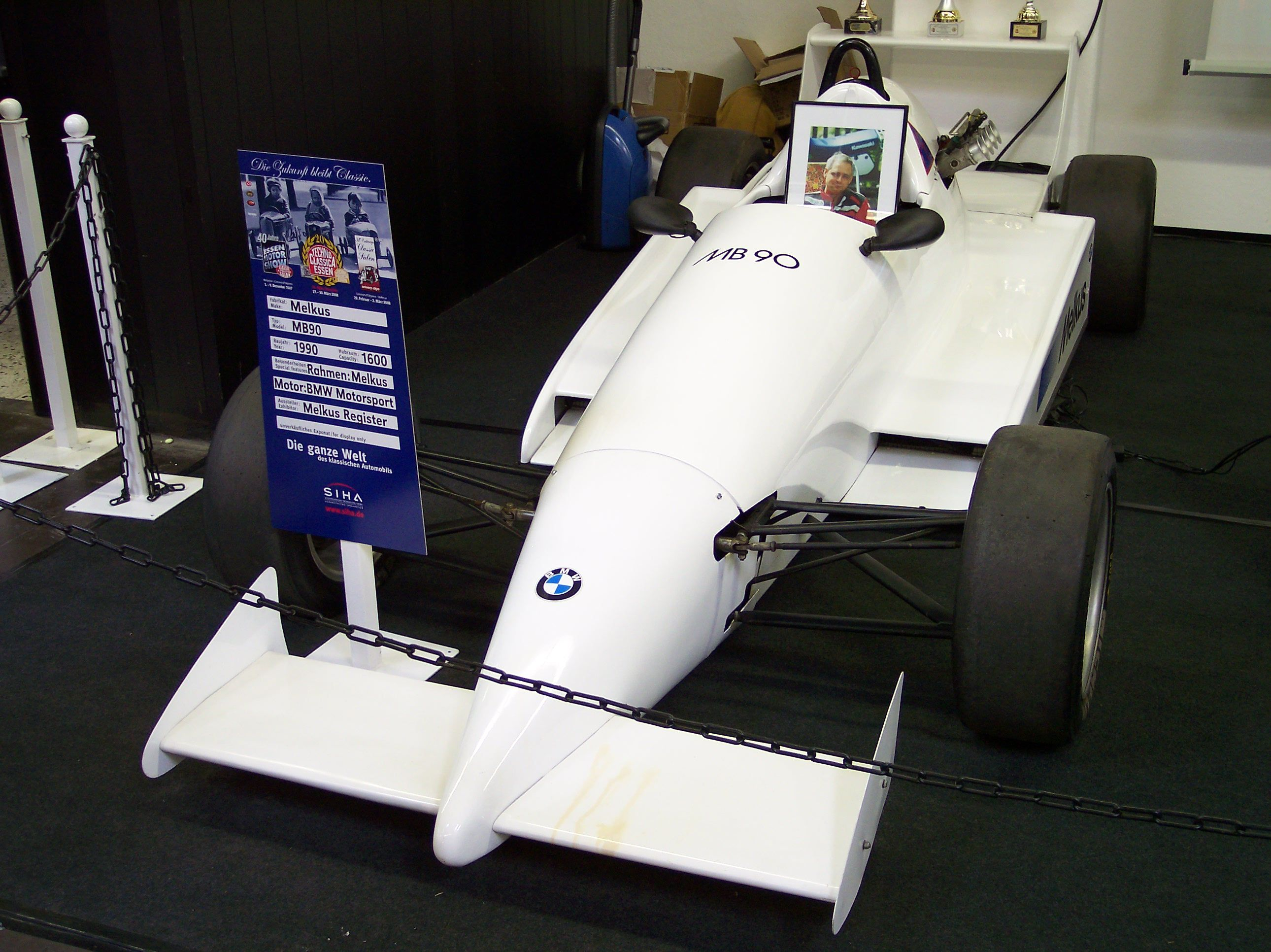
Melkus MB90 powstały w kooperacji z BMW